# Gammaracanthus aestuariorum
Gammaracanthus aestuariorum är en kräftdjursart som först beskrevs av Lomakina 1952.  Gammaracanthus aestuariorum ingår i släktet Gammaracanthus och familjen Gammaracanthidae. Inga underarter finns listade i Catalogue of Life.